# Вікторія Картагена
Вікторія Луз Картагена (англ. Victoria Luz Cartagena) — американська акторка театру, телебачення та кіно. Відома ролями Зої Лопез у телесеріалі «Щоденники Бедфорда» та детектива Рене Мантоя у телесеріалі «Готем».

## Біографія
Народилася у Філадельфії, Пенсільванія, США. Дочка Віктора та Люсі Картанега. Навчалася в Університеті штату Пенсильванія, де здобула науковий ступінь з педагогіки. Згодом вступила до Американської академії музики та драми (англ. American Musical and Dramatic Academy). У рамках діяльності Театру Нью-Йоркський Жайворонок (англ. New York's Lark Theater) взяла участь у численних постановках, п'єсах та семінарах. Серед найперших появ Вікторії на телебаченні стали ролі у таких телесеріалах як «Щоденники Бедфорда», «Викрадений» та «Закон і порядок: Спеціальний корпус». У ході своєї акторської кар'єри з'явилася ще у цілій низці фільмів та телепрограм, але одною з найвідоміших ролей акторки стала роль детектива-лезбійки Рене Монтоя у телесеріалі «Готем».

## Фільмографія

### Кіно
| Рік  | Назва             | Оригінальна назва  | Роль                                   |
| ---- | ----------------- | ------------------ | -------------------------------------- |
| 2004 | Гладке дитя       | Baby Fat           | Енергійна латиноамериканка (голос)     |
| 2006 | Вибач недостатньо | Sorry Ain't Enough | Лілліан                                |
| 2010 | Солт              | Salt               | Агент на контрольно-пропускному пункті |
| 2014 | Все ще Еліс       | Still Alice        | Професор Хупер                         |
| 2016 | Пастор            | The Pastor         | Мерсія Альварез                        |
| 2016 | Пиловловлювач     | Blowtorch          | Ріта                                   |
| 2019 | 21 міст           | 21 Bridges         | Йоланда                                |

### Телебачення
| Рік       | Назва                               | Оригінальна назва                 | Роль            | Примітки                                         |
| --------- | ----------------------------------- | --------------------------------- | --------------- | ------------------------------------------------ |
| 2006      | Щоденники Бедфорда                  | The Bedford Diaries               | Зої Лопез       | Головний акторський склад                        |
| 2006      | Викрадений                          | Kidnapped                         | Діана Вівер     | «Special Delivery»                               |
| 2007      | Служити та захищати                 | Protect and Serve                 | Антіна Еспарза  | Телефільм                                        |
| 2008      | Закон і порядок: Спеціальний корпус | Law & Order: Special Victims Unit | Сесілія Круз    | «Cold»                                           |
| 2009      | Армійські дружини                   | Army Wives                        | Кармен Річардс  | «Fire in the Hole»                               |
| 2009      | Гарна дружина                       | The Good Wife                     | Тереза Реєс     | «Crash»                                          |
| 2011      | Незабутнє                           | Unforgettable                     | Марія Ортіз     | «Check Out Time»                                 |
| 2011      | Обдарована людина                   | A Gifted Man                      | Марія           | «In Case of Memory Loss»                         |
| 2013      | Блакитна кров                       | Blue Bloods                       | Летітія Вільямс | «Warriors»                                       |
| 2013      | Елементарно                         | Elementary                        | Гоуп            | «Déjà Vu All Over Again»                         |
| 2014-2015 | Готем                               | Gotham                            | Рене Монтоя     | Головний акторський склад                        |
| 2016      | Шлях                                | The Path                          | Евелін Ернандез | «Breaking and Entering», «Refugees», «The Shore» |

2018
|Маніфест (телесеріал)
|Manifest
|Лордес